# Austrolimnophila (Austrolimnophila) bulbulifera
Austrolimnophila (Austrolimnophila) bulbulifera is een tweevleugelige uit de familie steltmuggen (Limoniidae). De soort komt voor in het Neotropisch gebied.